# 長蘆駅
長蘆駅（ちょうろえき）は、中華人民共和国江蘇省南京市六合区六合大道と乙烯路の交差点の南側にある、南京地下鉄S8号線の駅である。

## 駅名
駅名については、事業着手当初は南京地下鉄集団は「揚子石化駅」の仮称を用いており、開業前に駅名が「長蘆駅」に決定したことが発表された。

## 歴史
- 2014年8月1日S8号線の駅として開業。

## 駅構造

### のりば
| 番線 | 路線             | 方面                                          | 行先          |
| ---- | ---------------- | --------------------------------------------- | ------------- |
|      | 南京地下鉄S8号線 | 卸甲甸・高新開発区・長江大橋北・柳洲南路 方面 | 浦口公園 行き |
|      | 南京地下鉄S8号線 | 化工園・雄州・鳳凰山公園・金牛湖 方面         | 天長 行き     |

### 改札・出入口
- 1号出入口：

## 駅周辺
- 常家営駅バス停留所

## 隣の駅
南京地下鉄
■S8号線
葛塘駅- 長蘆駅-化工園駅